# Чемпіонат СРСР з легкої атлетики в приміщенні 1985
Чемпіонат СРСР з легкої атлетики в приміщенні 1985 року був проведений 15-17 лютого в новозбудованому легкоатлетичному манежі Кишинева.
Окрасою чемпіонату стало вище світове досягнення в приміщенні, встановлене москвичкою Галиною Чистяковою в стрибках у довжину — 7,25, — яким попереднє досягнення німкені Хайке Дрехслер було перевершене водночас на 26 см! Олена Коконова з Алма-Ати (вона з 1990 року після одруження представляла український Харків під прізвищем Хлопотнова) також перевершила попереднє вище світове досягнення — 7,17 м. При цьому в її активі на змаганнях було також три інших стрибки за 7 метрів.
Чемпіонство з легкоатлетичних багатоборств було розіграно 15-16 лютого в Москві.

## Медалісти

### Чоловіки
| Дисципліни                | Золото                           | Золото  | Срібло                                       | Срібло  | Бронза                        | Бронза  |
| ------------------------- | -------------------------------- | ------- | -------------------------------------------- | ------- | ----------------------------- | ------- |
| 60 метрів                 | Борис Нікулін Тула               | 6,59    | Вадим Давидов Москва                         | 6,65    | Микола Юшманов Ленінград      | 6,66    |
| 200 метрів                | Володимир Крилов Ульяновськ      | 21,60   | Володимир Просін Саратов                     | 21,74   | Сергій Кончиц Гомель          | 21,79   |
| 400 метрів                | Володимир Просін Саратов         | 47,08   | Тагір Земсков Ленінград                      | 47,94   | Айвар Оясту Тарту             | 48,07   |
| 800 метрів                | Анатолій Міллін Чебоксари        | 1.48,95 | Леонід Масунов Одеса                         | 1.49,13 | Євген Нечаєв Перм             | 1.49,33 |
| 1500 метрів               | Анатолій Калуцький Челябінськ    | 3.45,77 | Віктор Калінкін Пенза                        | 3.45,77 | Віталій Тищенко Київ          | 3.45,98 |
| 3000 метрів               | Віталій Тищенко Київ             | 7.57,29 | Геннадій Фішман Мінськ                       | 7.57,48 | Анатолій Крохмалюк Вінниця    | 7.59,62 |
| 60 метрів з бар'єрами     | Ігор Казанов Рига                | 7,58    | Сергій Усов Ташкент                          | 7,69    | Георгій Шабанов Псков         | 7,70    |
| 2000 метрів з перешкодами | Сергій Єпішин Московська обл.    | 5.26,10 | Сергій Багдасар'ян Мінськ                    | 5.26,17 | Володимир Малоземлін Тольятті | 5.27,52 |
| Стрибки у висоту          | Ігор Паклін Фрунзе               | 2,31 м  | Юрій Шевченко Київ                           | 2,29 м  | Геннадій Авдєєнко Одеса       | 2,29 м  |
| Стрибки з жердиною        | Олександр Крупський Іркутськ     | 5,70 м  | Василь Бубка Донецьк Микола Селіванов Москва | 5,60 м  | не вручалась                  |         |
| Стрибки у довжину         | Сергій Лаєвський Дніпропетровськ | 8,08 м  | Шаміль Аббясов Фрунзе                        | 8,03 м  | Валерій Бакунін Волгоград     | 8,00 м  |
| Потрійний стрибок         | Геннадій Валюкевич Мінськ        | 17,32 м | Василь Ісаєв Ленінград                       | 17,05 м | Олександр Яковлєв Київ        | 16,85 м |
| Штовхання ядра            | Донатас Стуконіс Вільнюс         | 20,51 м | Яніс Боярс Лимбажі                           | 20,32 м | Михайло Доморосов Могильов    | 19,92 м |

### Жінки
| Дисципліни            | Золото                              | Золото     | Срібло                              | Срібло  | Бронза                       | Бронза  |
| --------------------- | ----------------------------------- | ---------- | ----------------------------------- | ------- | ---------------------------- | ------- |
| 60 метрів             | Марина Жирова Московська обл.       | 7,17 NIB   | Антоніна Настобурко Дніпропетровськ | 7,27    | Ірина Слюсар Дніпропетровськ | 7,28    |
| 200 метрів            | Галина Міхеєва Брянськ              | 23,70      | Світлана Червякова-Зуєва Краснодар  | 23,73   | Вінета Ікаунієце Вентспілс   | 24,30   |
| 400 метрів            | Лілія Новосельцева Грозний          | 52,96      | Ніна Кравченко Алма-Ата             | 53,44   | Людмила Бєлова Москва        | 53,71   |
| 800 метрів            | Надія Олізаренко Одеса              | 2.02,21    | Світлана Кітова Москва              | 2.03,71 | Віра Чувашева Курган         | 2.03,43 |
| 1500 метрів           | Катерина Подкопаєва Московська обл. | 4.13,77    | Наталія Боборова Ленінград          | 4.13,91 | Любов Смолка Київ            | 4.15,33 |
| 3000 метрів           | Ольга Бондаренко Волгоград          | 9.00,44    | Любов Смолка Київ                   | 9.01,49 | Марина Плужникова Горький    | 9.09,50 |
| 60 метрів з бар'єрами | Надія Коршунова Харків              | 7,92       | Наталія Григор'єва Харків           | 7,95    | Світлана Гусарова Алма-Ата   | 8,00    |
| Стрибки у висоту      | Наталія Кравчинська Київська обл.   | 1,90 м     | Марина Дороніна Челябінськ          | 1,90 м  | Людмила Петрусь Мінськ       | 1,90 м  |
| Стрибки у довжину     | Галина Чистякова Москва             | 7,25 м WIB | Олена Коконова Алма-Ата             | 7,17 м  | Ірина Валюкевич Мінськ       | 6,91 м  |
| Штовхання ядра        | Лариса Агапова Ленінград            | 18,78 м    | Марина Антонюк Перм                 | 18,67 м | Нуну Абашидзе Одеса          | 18,36 м |

## Чемпіонат СРСР з легкоатлетичних багатоборств в приміщенні
Чемпиони країни з легкоатлетичних багатоборств визначились 15-16 лютого в межах окремого чемпіонату СРСР з багатоборств в приміщенні, проведеного в московському Легкоатлетично-футбольному комплексі ЦСКА імені В. П. Куца. Чемпіонат проводився одночасно з матчевою зустріччю збірних СРСР та НДР з багатоборств.

### Чоловіки
| Дисципліна   | Золото                    | Золото           | Срібло                  | Срібло           | Бронза                  | Бронза           |
| ------------ | ------------------------- | ---------------- | ----------------------- | ---------------- | ----------------------- | ---------------- |
| Семиборство* | Євген Овсянников Алма-Ата | 5963 очки (6126) | Сергій Пугач Челябінськ | 5947 очок (6126) | Олександр Невський Київ | 5817 очок (5970) |

### Жінки
| Дисципліна    | Золото             | Золото           | Срібло              | Срібло           | Бронза                 | Бронза           |
| ------------- | ------------------ | ---------------- | ------------------- | ---------------- | ---------------------- | ---------------- |
| П'ятиборство* | Любов Рацу Кишинів | 4662 очки (4714) | Тетяна Шпак Донецьк | 4529 очок (4578) | Ольга Немогаєва Москва | 4456 очок (4477) |

* Для визначення переможця в змаганнях багатоборців використовувалась стара система нарахування очок. Перерахунок з використанням сучасних таблиць переводу результатів наведений в дужках.

## Медальний залік
Нижче представлений загальний медальний залік за підсумками обох чемпіонатів.
| Місце | Команда        | Золото | Срібло | Бронза | Загалом |
| ----- | -------------- | ------ | ------ | ------ | ------- |
| 1     | РРФСР          | 12     | 6      | 6      | 24      |
| 2     | УРСР           | 5      | 7      | 8      | 20      |
| 3     | Москва         | 1      | 3      | 2      | 6       |
| 4     | Ленінград      | 1      | 3      | 1      | 5       |
| 5     | Білоруська РСР | 1      | 2      | 4      | 7       |
| 6     | Казахська РСР  | 1      | 2      | 1      | 4       |
| 7     | Латвійська РСР | 1      | 1      | 1      | 3       |
| 8     | Киргизька РСР  | 1      | 1      | 0      | 2       |
| 9     | Литовська РСР  | 1      | 0      | 0      | 1       |
| 9     | Молдавська РСР | 1      | 0      | 0      | 1       |
| 11    | Узбецька РСР   | 0      | 1      | 0      | 1       |
| 12    | Естонська РСР  | 0      | 0      | 1      | 1       |

## Командний залік
Починаючи з чемпіонату 1985 року, командний залік був скасований. Чемпіонати в приміщенні 1985 року носили особистий характер — командний залік офіційно не визначався.